# Distribuição amostral
Em Estatística, uma distribuição amostral é a distribuição de probabilidades de uma medida estatística baseada em uma amostra aleatória. Distribuições amostrais são importantes porque fornecem uma grande simplificação, usada para inferência estatística. Mais especificamente, elas permitem considerações analíticas serem baseadas na distribuição amostral de uma estatística, em vez de na distribuição conjunta.
O conceito de distribuição de probabilidade de uma variável aleatória será agora utilizado para caracterizar a distribuição dos diversos valores de uma variável em uma população.
Ao retirar uma amostra aleatória de uma população estaremos considerando cada valor da amostra como um valor de uma variável aleatória cuja distribuição de probabilidade é a mesma da população no instante da retirada desse elemento para a amostra.
Em consequência do fato de os valores de amostra serem aleatórios, decorre que qualquer quantidade calculada em função dos elementos da amostra também será uma variável aleatória.